# エストリエ
エストリエ（Estrie）は、ヘブライ人を獲物にすると信じられていた、ユダヤ伝承の女性の吸血鬼。この名前は、昼夜逆転生活の用語であるフランス語の「strix」に由来している。いくつかの説明では、エストリエはサキュバスと同一であると見なされている。どちらも美しく、血に飢えた女悪魔であり、サキュバスは赤子や幼児を獲物として好むと考えられていた。他の吸血鬼のように、エストリエは生存のために血を摂取する必要があり、犠牲者の選択は無差別だった。サキュバスは、嫉妬や嫌悪感から妊娠中の女性や赤子を殺し、男性を誘惑する（または場合によってはレイプする）と言われていた。エストリエとサキュバスはどちらも人型に、または霊的な形で自由に現れることができると言われていたが、エストリエは鳥や猫、その他の様々な動物に変わることができるとも言われていた。 

## セーフェル・ハシディムでの出現
ユダヤ人の敬虔さに関する本であるセーフェル・ハシディムは、次のように述べている。 
エストリエは、髪の毛を束ねていなければ飛ぶことができると信じられていたが、束ねたままだと接地するしかなくなる。 

## エストリエに対して身を守る方法
セーフェル・ハシディムによると、エストリエは怪我をするようであり、夜を好む一方で、他の吸血鬼のように呪われているかどうかは不明だった。エストリエは、また他の悪魔と異なり、宗教的な図像によって対抗できないとされる。エストリエは聖域に足を踏み入れることもでき、時には善行を行おうとしている純粋な宗教的な人々から癒しの祈りを求めることもできると信じられていた。しかし、当然のことながら、エストリエを祝福することは、古代の文化では邪悪な行為と見なされていた。エストリエが怪我をした場合、吸血をするか、怪我の原因となった人から与えられたパンや塩を摂取することで治癒すると考えられていた。
エストリエを殺す方法は従来と同じだったが、埋葬だけではエストリエが復活するのを防ぐことができず、口に土を詰めるか、斬首するか焼却する必要がある。後の神話では、他の吸血鬼と同じ弱点、つまり銀の弾丸、木製の棒、祝福された武器、聖水が効き目があるとされた。 